# Aydın Polatçı
Aydın Polatçı (ur. 15 maja 1977 roku w Stambule) – turecki zapaśnik w stylu wolnym. Trzykrotny olimpijczyk. Brązowy medalista z Aten 2004; dziewiąty w Pekinie 2008 i jedenasty w Sydney 2000. Startował w kategorii 120–130 kg.
Złoty medalista mistrzostw świata w 2005; brązowy w 2002; piąty w 1998, 1999 i 2001.
Zdobył trzy medale w mistrzostwach Europy, złoto w 1998 i 2004. Złoty medal na igrzyskach śródziemnomorskich w 2005. Drugi w Pucharze Świata w 2001. Trzeci w igrzyskach dobrej woli w 1998. Złoty medalista wojskowych mistrzostw świata w 2000, a srebrny i brązowy 1997. Mistrz świata juniorów w 1997, mistrz europy juniorów w 1995 i 1997 roku.

## Występy na igrzyskach olimpijskich
LIO 2000
| Konkurencja          | Runda eliminacyjna   | Runda eliminacyjna     | Ćwierćfinały                   | Półfinały                      | Finał                          | Klas. końcowa |
| Konkurencja          | Przeciwnik I         | Przeciwnik II          | Ćwierćfinały                   | Półfinały                      | Finał                          | Miejsce       |
| -------------------- | -------------------- | ---------------------- | ------------------------------ | ------------------------------ | ------------------------------ | ------------- |
| styl wolny do 120 kg | Zsolt Gombos (HUN) W | Artur Tajmazow (UZB) P | → Odpadł z dalszej rywalizacji | → Odpadł z dalszej rywalizacji | → Odpadł z dalszej rywalizacji | 11.           |

LIO 2004
| Konkurencja          | Runda eliminacyjna     | Runda eliminacyjna  | Ćwierćfinał              | Półfinały              | Finał o trzecie miejsce | Klas. końcowa |
| Konkurencja          | Przeciwnik I           | Przeciwnik II       | Ćwierćfinał              | Półfinały              | Finał o trzecie miejsce | Miejsce       |
| -------------------- | ---------------------- | ------------------- | ------------------------ | ---------------------- | ----------------------- | ------------- |
| styl wolny do 120 kg | Rareș Chintoan (ROU) W | Sven Thiele (DEU) W | Alexis Rodríguez (CUB) W | Artur Tajmazow (UZB) P | Marid Mutalimow (KAZ) W | 3.            |

LIO 2008
| Konkurencja          | Runda eliminacyjna | Runda eliminacyjna     | Ćwierćfinały            | Półfinały                      | Finał                          | Klas. końcowa |
| Konkurencja          | Przeciwnik I       | Przeciwnik II          | Ćwierćfinały            | Półfinały                      | Finał                          | Miejsce       |
| -------------------- | ------------------ | ---------------------- | ----------------------- | ------------------------------ | ------------------------------ | ------------- |
| styl wolny do 120 kg | Wolny los W        | Iwan Iszczenko (UKR) W | Marid Mutalimow (KAZ) P | → Odpadł z dalszej rywalizacji | → Odpadł z dalszej rywalizacji | 9.            |